# At the terrace テラスにて
『At the terrace テラスにて』は、2016年製作の日本映画。11月5日より新宿武蔵野館ほか全国順次公開。脚本・監督は山内ケンジ。第29回東京国際映画祭 日本映画スプラッシュ部門公式出品。
第59回岸田國士戯曲賞受賞作『トロワグロ』を完全映画化。

## キャスト
- 石橋けい
- 平岩紙
- 古屋隆太
- 岩谷健司
- 師岡広明
- 岡部たかし
- 橋本淳

## スタッフ
- 脚本・監督：山内ケンジ
- エグゼクティブプロデューサー：小佐野保
- プロデューサー：石塚正悟、野上信子
- 撮影：橋本清明
- 照明：清水健一
- 録音：渡辺丈彦
- 編集：河野斉彦
- スタイリスト：加藤和恵、平野里子
- ヘアメイク：たなかあきら
- キャスティング：山内雅子
- 音響効果：森木由美
- ラインプロデューサー：中野有香
- 企画・製作：ギークピクチュアズ
- 制作プロダクション：ギークサイト
- 配給・宣伝：SPOTTED PRODUCTIONS

## Blu-ray
- 発売日：2017年11月8日
- 販売元：アミューズ
- 収録時間：約165分 （本編:約95分+特典映像:約70分）